# 沈飞航空博览园
沈飞航空博览园，又名“沈阳市航空博物馆”。位于辽宁省沈阳市皇姑区陵北街1号，沈阳飞机工业集团内部。

## 历史
是政府支持、企业主办的博物馆，博物馆以沈飞集团的发展历程及生产的航空产品为主题。目前被评为国家AAAA级景区。

## 展馆
博物馆占地2万多平方米，其中主楼占地面积4500平方米，博物馆展出600多幅珍贵的历史图片和200多件实物，共设有“序厅”、“志在冲天”、“碧空雄风”、“驰骋疆场”、“走向世界”、“世纪展望”、“保密厅”等7个展馆。

## 展品
博物馆广场外展示有沈飞公司生产的歼五飞机、歼六原型飞机、歼教六飞机、歼六新Ⅲ型飞机、歼八飞机、歼八Ⅱ飞机等6种型号国产歼击机。

## 外部連結
- 沈飞集团：沈飞航空博览园成为首批军工文化教育基地[永久]

41°51′48″N 123°26′01″E / 41.86333°N 123.43361°E